# Batory (transatlantico)
Il Batory era un transatlantico polacco costruito nel 1934 nei Cantieri Riuniti dell'Adriatico di Monfalcone per conto della Gdynia America Line. Prendeva il nome da Stefano I Báthory, re di Polonia del XVI secolo, ed era la nave gemella della Piłsudski.

## Storia
La Batory fu costruita nel 1934-5 presso i Cantieri Riuniti dell'Adriatico di Monfalcone in base a un accordo che prevedeva che parte della commissione fosse pagata in spedizioni di carbone dalla Polonia.
È stata una delle navi polacche più conosciute di tutti i tempi. Fu varata il 3 luglio 1935. Era alimentata da due motori diesel Sulzer che azionavano due viti e raggiungevano una velocità di 18 nodi (33 km/h). Iniziò il servizio regolare nel maggio 1936 sulla tratta Gdynia-New York e, al 1939, aveva trasportato oltre 3.000 passeggeri.
Mobilitata allo scoppio della seconda guerra mondiale, servì come nave trasporto truppe e nave ospedale della flotta alleata per il resto del conflitto. Nel 1940, insieme alla Chrobry, trasportò le truppe alleate durante la campagna di Norvegia. Fu anche una delle ultime navi a lasciare Saint-Jean-de-Luz durante l'evacuazione finale delle truppe polacche dalla Francia. Fu anche utilizzata per trasportare segretamente molti preziosi tesori polacchi in Canada per essere custoditi. Partecipò all'evacuazione di Dunkerque a fine maggio e inizio giugno, imbarcando 2.500 persone. In seguito trasportò fino a 6.000 persone in un'unica evacuazione. Tra giugno e luglio, trasportò segretamente gran parte delle riserve auree del Regno Unito (40 milioni di sterline) da Greenock, in Scozia, a Montreal, in Canada, per custodirle (operazione Fish).
Il 5 agosto 1940 partì da Liverpool con il convoglio WS 2 (Winston's Specials) per evacuare 477 bambini a Sydney, in Australia, sotto l'egida del Children's Overseas Reception Board fino alla fine della guerra. Salpò per Città del Capo, l'India, Singapore dove aveva sbarcò 300 soldati e Sydney. Il viaggio fu felice, con tanta musica e risate che la Batory fu soprannominata la “nave che canta” e fu oggetto di un libro con lo stesso nome.
Partecipò all'invasione alleata di Orano, in Algeria, nel 1942 (operazione Torch). Nello stesso anno trasportò truppe in India e successivamente prese parte all'invasione alleata della Sicilia e della Francia meridionale (operazione Dragoon), dove fu la nave ammiraglia del generale Jean de Lattre de Tassigny, comandante in capo dell'esercito francese. Fu attaccata più volte da terra e dall'aria, ma riuscì a evitare gravi danni.
Riportata in Polonia del dopoguerra nel 1946, dopo una ristrutturazione riprese il servizio civile, trasportando personaggi illustri come Ryszard Kapuściński. Dal maggio 1949 al gennaio 1951, fu oggetto di diversi incidenti politici in cui i portuali e i cantierini americani si rifiutarono di scaricare il suo carico o di effettuare la manutenzione della nave.
Dopo questi incidenti, la nave fu ritirata dalla rotta del Nord Atlantico, ristrutturata a Hebburn per il servizio ai tropici e salpò nell'agosto 1951 da Gdynia e Southampton per Bombay e Karachi, via Gibilterra, Malta, Aden e Suez. Nel 1957 tornò a navigare nell'Atlantico settentrionale. Rimase in servizio fino al 1969, quando fu messa in disarmo e divenne un albergo galleggiante a Gdynia. Tuttavia, dopo circa un anno, fu rivenduta alla Polish Ocean Lines che a sua volta la rivendette per la rottamazione a Hong Kong. Partì da Gdynia il 31 marzo 1971 e arrivò al deposito il 26 maggio. Il 2 giugno fu ammainata la bandiera polacca e iniziò il processo di demolizione. Nel 1972 la nave fu completamente demolita.
Fu sostituita da una nave più grande, la Stefan Batory, che operò dall'aprile 1969 fino al 1988.